# Staatsministerium Baden-Württemberg

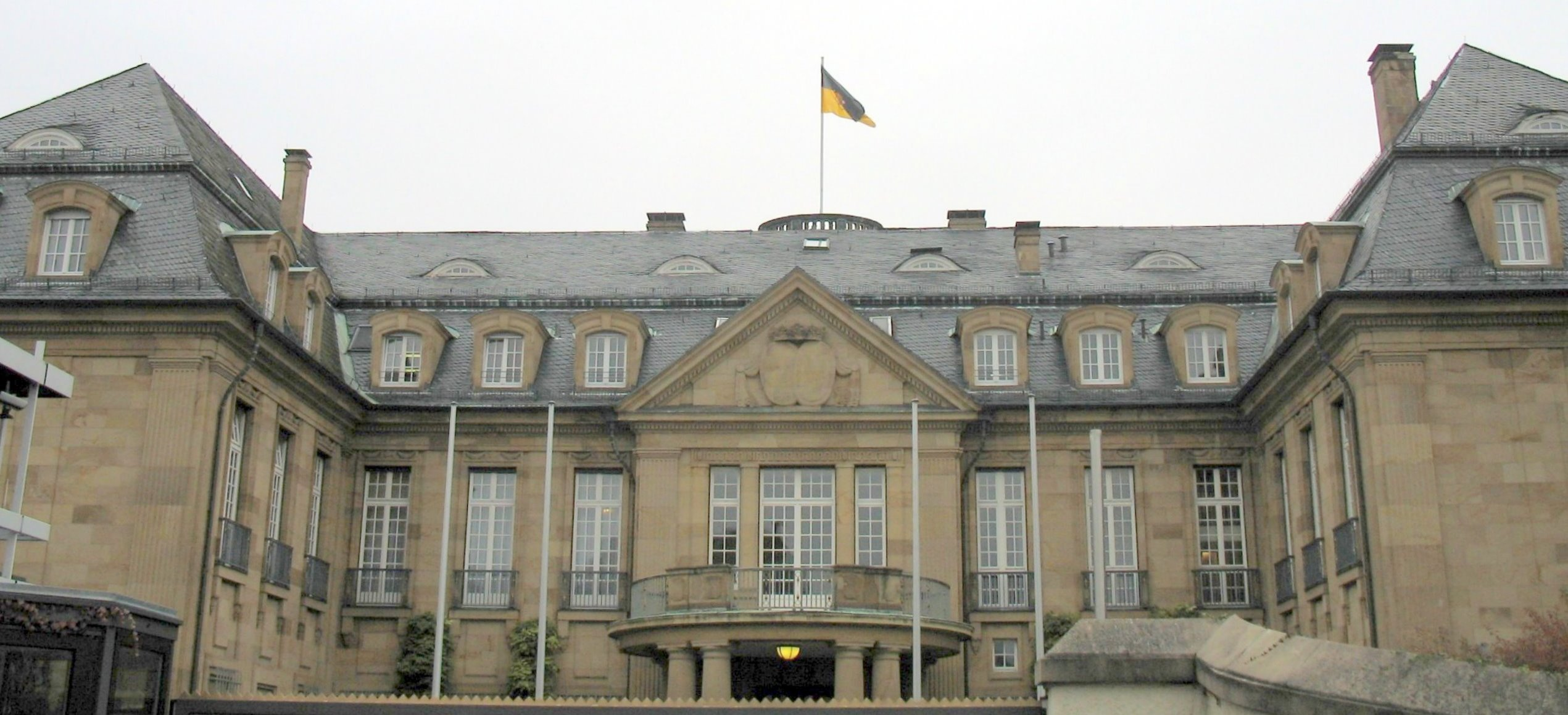
Villa Reitzenstein, Sitz des Ministerpräsidenten

Das Staatsministerium Baden-Württemberg (StM) ist eines von zwölf Ministerien in der Verwaltung des Landes Baden-Württemberg. Es ist die Behörde des Ministerpräsidenten des Landes. Die Behörde mit Sitz in der Villa Reitzenstein oberhalb der Stuttgarter Innenstadt hat gegenwärtig (2017) rund 250 Mitarbeiter. Amtsleiter des Staatsministeriums ist der Staatsminister und Chef der Staatskanzlei, welcher den Regierungschef in Verwaltungsangelegenheiten vertritt.

## Geschichtliches
Das ursprüngliche Staatsministerium wurde im Jahr 1876 von Hermann von Mittnacht gegründet, dem ersten Ministerpräsidenten des Königreichs Württemberg. Er entmachtete dadurch den Geheimen Rat und löste die Regierung aus dem persönlichen Regiment des Monarchen heraus. Zurückblickend war dies ein wichtiger Schritt auf dem Weg zum Parlamentarismus. Das heutige Staatsministerium wurde im Jahr 1953 gegründet, ein Jahr nach dem Land Baden-Württemberg.

## Geschäftsbereich
Zum Geschäftsbereich des Staatsministeriums gehören:
1. Grundsätzliche Fragen der Verfassung sowie des Staatsgebietes und seiner Einteilung;
2. Unterstützung des Ministerpräsidenten bei der Bestimmung der Richtlinien der Politik;
3. Verkehr mit dem Landtag;
4. allgemeine Beziehungen zum Bund und zu den anderen Ländern, Fragen in Bezug auf die Europäische Union, Vertretung des Landes beim Bund und bei der Europäischen Union, interregionale und grenzüberschreitende Zusammenarbeit, Entwicklungszusammenarbeit;
5. Vorbereitung und Auswertung der Regierungstätigkeit;
6. Koordinierung der Planungen und der planungsrelevanten Statistik des Landes;
7. Öffentlichkeitsarbeit der Landesregierung, Online-Redaktion des Landesportals, Werbe- und Sympathiekampagne des Landes;
8. allgemeine Fragen der Staatsverwaltung sowie der Organisation und des Aufgabenkreises der Behörden;
9. Führungsakademie Baden-Württemberg, Beamtenernennungen, soweit der Ministerpräsident zuständig ist, und die damit zusammenhängenden grundsätzlichen Fragen;
10. Gnadensachen, soweit der Ministerpräsident zuständig ist;
11. Protokollangelegenheiten, Konsulatswesen;
12. Medienpolitik, Medienrecht, Medienstandort, Medien- und Filmgesellschaft, Telekommunikation, Post- und Rundfunkwesen, Filmförderung;
13. Landeszentrale für politische Bildung Baden-Württemberg, Gedenkstätten;
14. Verfassungsgerichtshof für das Land Baden-Württemberg, übergeordnete Dienstaufsicht über den Verwaltungsgerichtshof;
15. Landeswappen
16. Gesetzblatt für Baden-Württemberg.

## Minister im Staatsministerium
Im Staatsministerium gab es anders als in den meisten Bundesländern von 1953 bis 2016 neben dem Ministerpräsidenten nahezu durchgehend noch mindestens einen weiteren Minister. Es handelte sich dabei von 1953 bis 1984 und 1991 bis 1992 um Minister für Bundesangelegenheiten, seitdem bis auf zwei Ausnahmen (Wolfgang Reinhart, Peter Friedrich) um Minister für den Geschäftsbereich des Staatsministeriums und meist auch Europaangelegenheiten. Zwischen 1984 und 1991 war der Justizminister in Person von Heinz Eyrich gleichzeitig Minister der in dieser Zeit seinem Ministerium angegliederten Bundesangelegenheiten. Der Bevollmächtigte des Landes beim Bund ist seit 1984 nicht mehr mit dem Minister identisch, sondern ein Staatssekretär des Ministeriums, wobei zwei Staatssekretäre zwischen 2001 und 2008 ebenfalls die Amtsbezeichnung Minister trugen. Diese sind bei den Staatssekretären aufgeführt.
- 1953 bis 1960: Oskar Farny: Minister für Bundesangelegenheiten des Landes Baden-Württemberg
- 1966 bis 1972: Adalbert Seifriz: Minister für Bundesangelegenheiten
- 1972 bis 1980: Eduard Adorno: Minister für Bundesangelegenheiten
- 1980 bis 1984: Annemarie Griesinger: Minister [sic!] für Bundesangelegenheiten
- 1991 bis 1992: Heinz Eyrich: Minister für Bundes- und Europaangelegenheiten
- 1992 bis 1996: Erwin Vetter: Minister im Staatsministerium
- 1998 bis 2004: Christoph Palmer: Minister für den Geschäftsbereich des Staatsministeriums (1998–2001) bzw. Minister für den Geschäftsbereich des Staatsministeriums und für europäische Angelegenheiten (2001 bis 2004)
- 2004 bis April 2005: Ulrich Müller: Minister für den Geschäftsbereich des Staatsministeriums und für europäische Angelegenheiten
- April 2005 bis Juni 2008: Willi Stächele: Minister für den Geschäftsbereich des Staatsministeriums und für europäische Angelegenheiten
- Juni 2008 bis Februar 2010: Wolfgang Reinhart: Minister für Bundes- und Europaangelegenheiten sowie für den Geschäftsbereich des Staatsministeriums
- 2010 bis 2011: Wolfgang Reinhart: Minister für Bundes- und Europa- und internationale Angelegenheiten
- Februar 2010 bis Mai 2011: Helmut Rau: Minister im Staatsministerium
- 12. Mai 2011 bis 18. April 2016: Silke Krebs: Ministerin im Staatsministerium
- 12. Mai 2011 bis Mai 2016: Peter Friedrich: Minister für Bundesrat, Europa und internationale Angelegenheiten

## Staatssekretäre, politische Staatssekretäre und Ministerialdirektoren mit der Amtsbezeichnung Staatssekretär

### Mit Stimmrecht in der Regierung
- Edmund Kaufmann: Parlamentarischer Staatssekretär im Staatsministerium für die Ausarbeitung und Vollziehung der Verfassung (25. April 1952 bis 30. Juli 1953)
- Gerhard Mahler: Staatssekretär (1972 bis 1976)
- Gerhard Mayer-Vorfelder: Staatssekretär (1978)
- Roland Gerstner: Staatssekretär (1980 bis 1984)
- Gustav Wabro: Staatssekretär in der Vertretung des Landes beim Bund (1992 bis 1998)
- Willi Stächele: Staatssekretär in der Vertretung des Landes beim Bund (1998 bis 2001)
- Rudolf Köberle: Staatssekretär als Bevollmächtigter des Landes Baden-Württemberg beim Bund (Amtsbezeichnung Minister, 2001 bis 2005)
- Wolfgang Reinhart: Staatssekretär als Bevollmächtigter des Landes Baden-Württemberg beim Bund (Amtsbezeichnung Minister, 2005 bis 2008)
- Rudi Hoogvliet: Staatssekretär für Medienpolitik und Bevollmächtigter des Landes Baden-Württemberg beim Bund (seit 2021)

### Ohne Stimmrecht in der Regierung
- Walter Hailer: Ministerialdirektor mit der Amtsbezeichnung Staatssekretär für die Vertretung beim Bund (1960–1963)
- Adalbert Seifriz: Ministerialdirektor mit der Amtsbezeichnung Staatssekretär für die Vertretung beim Bund (1963–1966)
- Norbert Schneider: politischer Staatssekretär (1978–1980)
- Matthias Kleinert: politischer Staatssekretär (1984–1988)
- Gustav Wabro: Staatssekretär für die Vertretung beim Bund (1988–1992)
- Gundolf Fleischer: politischer Staatssekretär für Europaangelegenheiten (1988–1991)
- Volker Ratzmann: Staatssekretär für die Vertretung beim Bund (2016–2020)
- Andre Baumann: Staatssekretär für die Vertretung beim Bund (2020–2021)
- Florian Hassler: Staatssekretär und Vertreter des Landes Baden-Württemberg bei der Europäischen Union (seit 2021)

## Ministerialdirektoren (Chef der Staatskanzlei)
Ministerialdirektoren haben kein Stimmrecht in und sind nicht Teil der Regierung, auch wenn sie die Amtsbezeichnung Staatssekretär führen.
- 1952 bis 1968: Rudolf Spreng, Ministerialdirektor[2]
- 1980 bis 1988: Gustav Wabro, Ministerialdirektor, ab 1984 mit der Amtsbezeichnung Staatssekretär
- 1988 bis 2000: Lorenz Menz, Ministerialdirektor mit der Amtsbezeichnung Staatssekretär
- 2000 bis 2007: Rudolf Böhmler, Ministerialdirektor mit der Amtsbezeichnung Staatssekretär
- 2007 bis 2011: Hubert Wicker, Ministerialdirektor mit der Amtsbezeichnung Staatssekretär
- 2011 bis 2016: Klaus-Peter Murawski, Ministerialdirektor mit der Amtsbezeichnung Staatssekretär, ab Mai 2016 Staatsminister
- 2016 bis 2018: Theresa Schopper: Ministerialdirektorin mit der Amtsbezeichnung Staatssekretärin, ab Oktober 2018 Staatsministerin
- 2018 bis 2021: Florian Stegmann, Ministerialdirektor mit der Amtsbezeichnung Staatssekretär, ab Mai 2021 Staatsminister

## Staatsminister (Chef der Staatskanzlei)
Staatssekretäre, die Chef der Staatskanzlei sind, führen seit 2016 die Amtsbezeichnung Staatsminister. Sie haben kein Stimmrecht in und sind nicht Teil der Regierung.
- Mai 2016 bis August 2018: Klaus-Peter Murawski
- 9. Oktober 2018 bis Mai 2021: Theresa Schopper
- Mai 2021 bis Januar 2025: Florian Stegmann
- seit 1. Februar 2025: Jörg Krauss

## Ehrenamtliche Staatsräte
- Gerhart Schlösser Staatsrat im Staatsministerium (kein Regierungsmitglied, ohne Stimmrecht) (25. April 1952 bis 30. April 1956)
- Anton Dichtel (kein Regierungsmitglied, ohne Stimmrecht, 7. Oktober 1953 bis 4. Juni 1958)
- Friedrich Werber (kein Regierungsmitglied, ohne Stimmrecht, 7. Oktober 1953 bis 23. Juni 1960)
- Hans Filbinger (kein Regierungsmitglied, ohne Stimmrecht, 4. Juni 1958 bis 23. Juni 1960)
- Wolfgang Gönnenwein: Staatsrat für Kunst (1988 bis 1991)
- Gerhard Goll (30. Januar 1991 bis 11. Juni 1992)
- Konrad Beyreuther war Staatsrat für Lebens- und Gesundheitsschutz (2001 bis 2005), danach Staatsrat für Lebenswissenschaften (2005 bis 2006)
- Claudia Hübner war Staatsrätin für Demographischen Wandel und für Senioren (2006 bis 2010)
- Regina Ammicht Quinn war Staatsrätin für interkulturellen und interreligiösen Dialog sowie gesellschaftliche Werteentwicklung (24. Februar 2010 bis 12. Mai 2011).
- Gisela Erler war Staatsrätin für Zivilgesellschaft und Bürgerbeteiligung (2011 bis 2021)
- Barbara Bosch ist Staatsrätin für Zivilgesellschaft und Bürgerbeteiligung (seit 2021)

Staatsräte sind ehrenamtliche Mitglieder der Landesregierung und stellen eine Besonderheit der baden-württembergischen Landesverfassung dar.

## Vertretung des Landes Baden-Württemberg beim Bund
Die Vertretung des Landes Baden-Württemberg beim Bund ist eine dem Staatsministerium Baden-Württemberg unterstehende Dienststelle. Sie ist das Bindeglied der Landesregierung mit dem Bundesrat. Sie unterhält ferner enge Beziehungen zum Deutschen Bundestag und zur Bundesregierung. Bevollmächtigter des Landes beim Bund ist Rudi Hoogvliet.

## Vertretung des Landes Baden-Württemberg bei der Europäischen Union
Die Vertretung des Landes Baden-Württemberg bei der Europäischen Union ist eine dem Staatsministerium Baden-Württemberg unterstehende Dienststelle. Sie wurde bereits am 1. Januar 1987 als „Büro“ eröffnet. 2003 erhielt die Dienststelle einen Neubau im Brüsseler Europaviertel. Von 2016 bis 2021 war die Vertretung des Landes bei der Europäischen Union dem Ministerium der Justiz und für Europa Baden-Württemberg nachgeordnet. Seit 2021 liegt sie wieder im Geschäftsbereich des Staatsministeriums. Vertreter des Landes Baden-Württemberg bei der Europäischen Union ist Florian Hassler.

## Trivia
Für den Relaunch des Landesportals Baden-Württemberg.de wurde das Staatsministerium 2013 mit dem Econ Award für Unternehmenskommunikation und dem DMMA OnlineStar ausgezeichnet. Für die „Interaktive Zwischenbilanz der Landesregierung“ erhielt das Staatsministerium 2015 dem Deutschen Preis für Onlinekommunikation.